# コルベイユ＝エソンヌ
コルベイユ＝エソンヌ （Corbeil-Essonnes）は、フランス、イル＝ド＝フランス地域圏エソンヌ県のコミューン。

## 地理

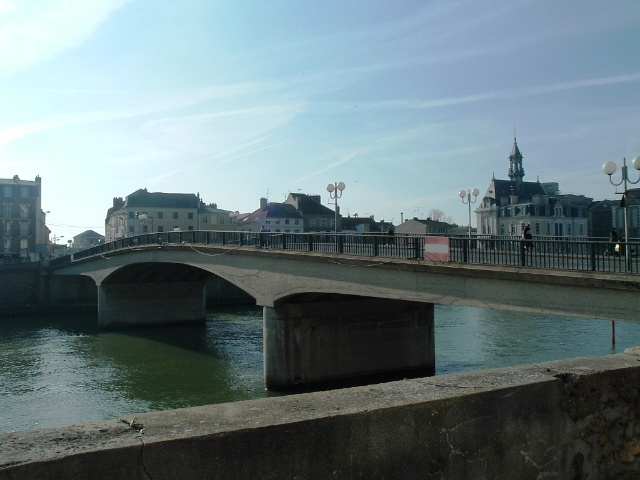
セーヌ川に架かるパットン将軍橋

コルベイユ＝エソンヌは県東北部、パリ都市圏南部に位置する。自然上の地域区分であるウルポワ地方の西、ガティネ地方の南、ブリー地方の北東の境界線上にある。コミューンは逆三角形のかたちをしており、南部に向かって幅が狭くなっている。コミューンはセーヌ川とエソンヌ川の合流地点となっている。
歴史的にコルベイユ＝エソンヌは、北のコルベイユと南のエソンヌの2つの村に分かれていた。20世紀に入ってからの人口増加で地区に分割された。現在は工業・住宅を含む19の地区に分かれている。

## 交通
- 道路 - A6、N104
- 鉄道 - RER D線コルベイユ＝エソンヌ駅

## 由来
コルベイユとはラテン語の Corbolium に由来する。これはケルト語で「聖なるものが住む所」を意味する Cor Beel または Curtis Baal から派生している。ガロ＝ローマの水の女神 Acionna が Exona に変わり、最終的にエソンヌとなった。女神の名は川や県の名でもある。ラテン語の別の説として、Coboialo（corbeau、カラス）とCorbos（laos、グレイド）が変化したというものがある。

## 歴史

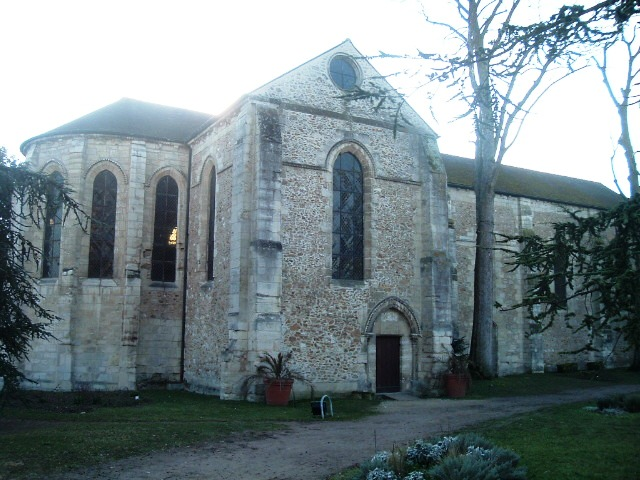
聖ヨハネ騎士団のコマンドリー跡

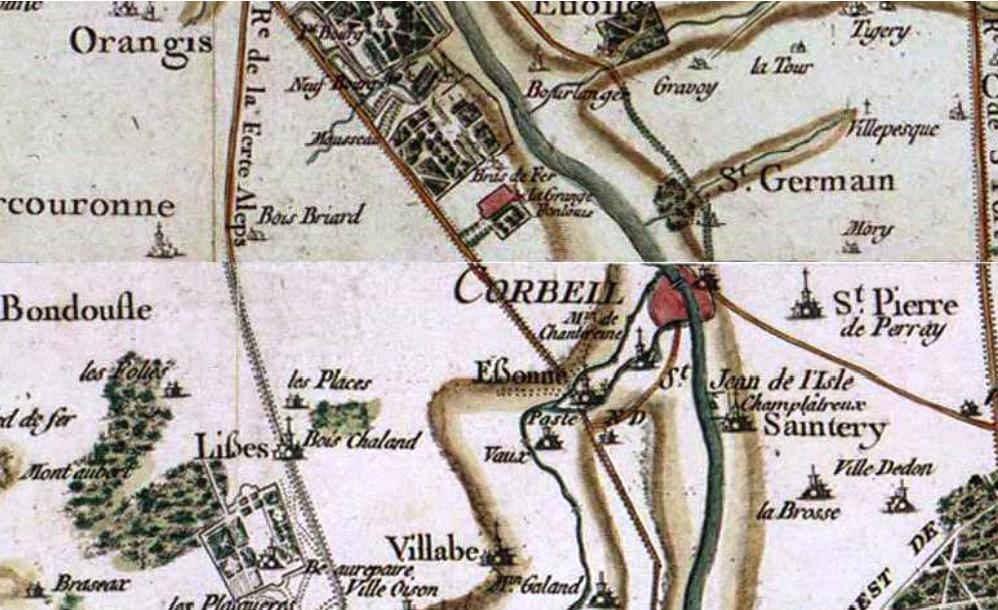
18世紀のカッシーニ地図に載ったコルベイユ

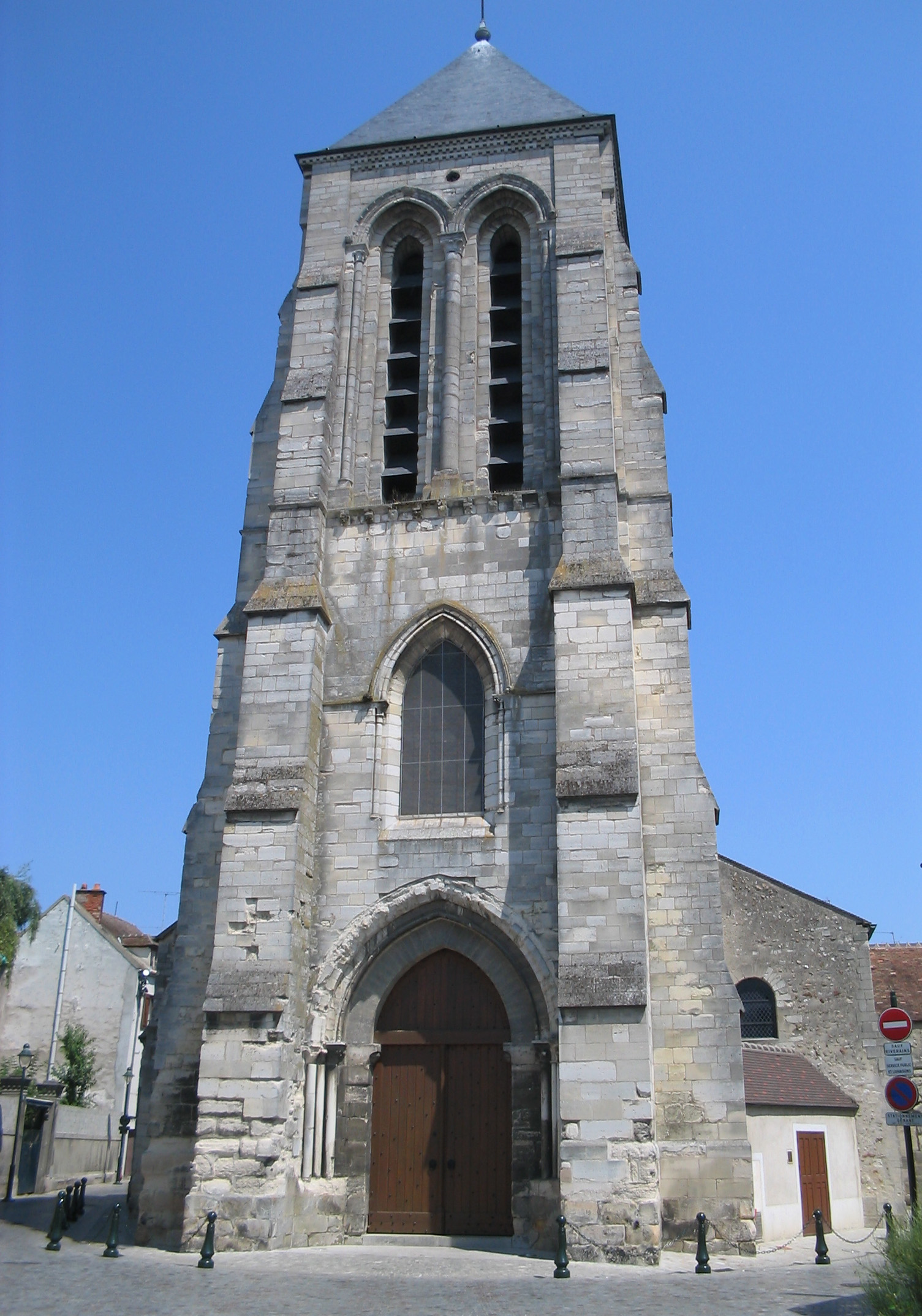
サン＝スピル聖堂。1966年に司教座聖堂となった

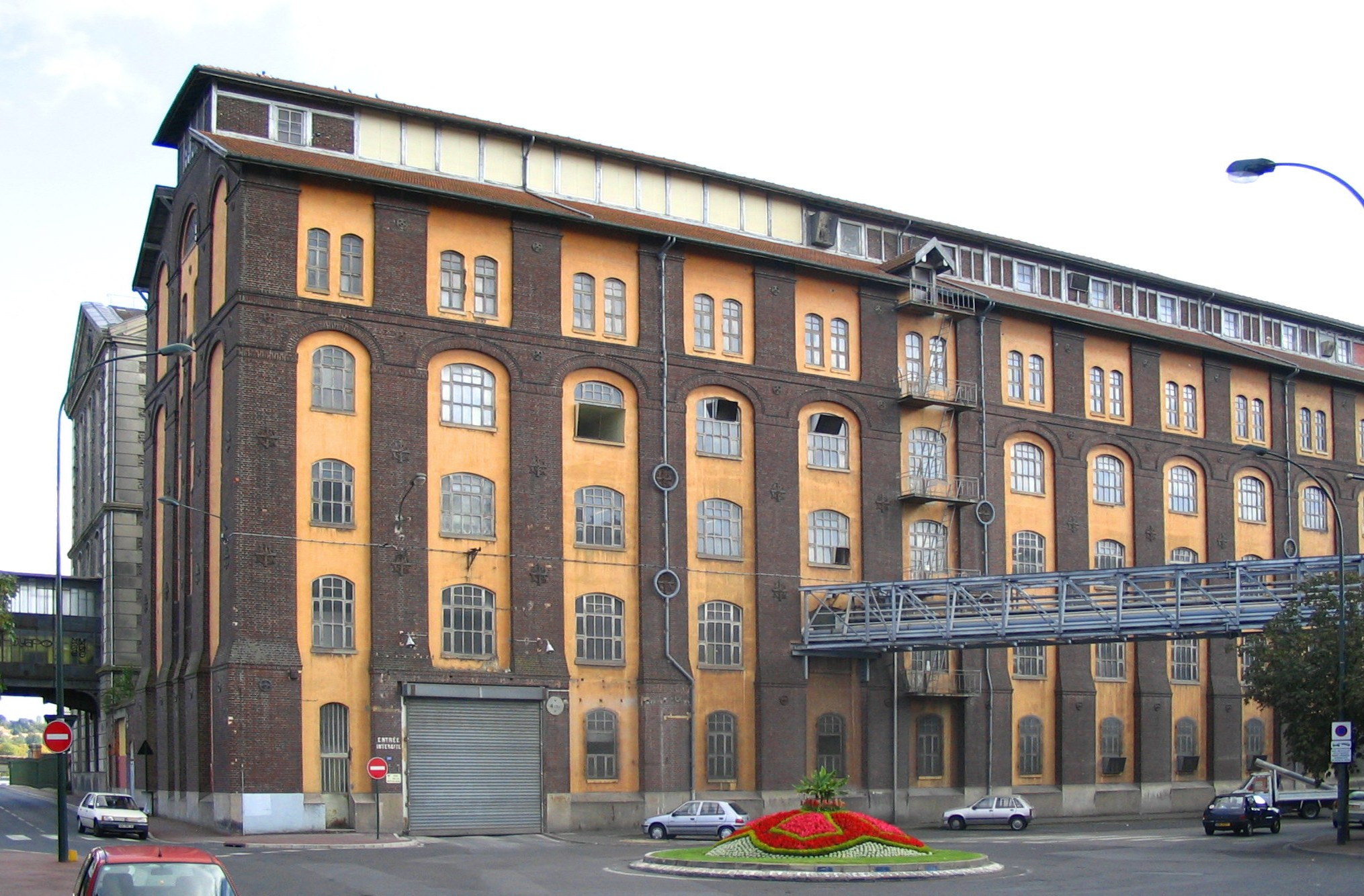
1893年に完成したグラン・ムーラン。現在も製粉所として使われている

コルベイユ＝エソンヌの地には早くから人が定住していた。旧石器時代から新石器時代の斧やナイフ、短剣、青銅器時代のナイフがあちこちで見つかっている。ガリアの銅製硬貨、ルテティアとアゲディンクム（現在のサンス）とをつないでいたローマ街道では軍事用境界石（fr）も見つかっている。
Exonaの異教の神殿があった場所にキリスト教の礼拝堂が建てられたのは600年であった。
エソンヌ川とセーヌ川が交わる場所にあったため、古くから軍事と商業の重要な場所だった。9世紀にセーヌ川谷をヴァイキングが荒らしまわった頃、シャルル肥満王は防衛施設の建設を進めたが、その一箇所がコルベイユだった。右岸にあったというその基礎は何も残っていない。コルベイユ伯が幾度もの防衛用の城の拡張や補修を行った。11世紀のコルベイユ、エソンヌともブドウ畑で覆われていた。1121年頃、シュジェールが新たな修道院の禁域をもうけ、12人の修道士たちのための僧坊や食堂をつくった。1185年にこの建物は、コルベイユの土地や建物を所有していた聖ヨハネ騎士団のものとなり、サン＝ジャン＝アン＝リル修道院となった。
コルベイユとエソンヌはともに重要な教会を持つ教区であった。肥沃なボース地方とブリー地方を横断するフランス王国有数の河川沿いにあったからである。川の利点を生かし、製粉所がひっきりなしに動いていた。コルベイユの大水車（grand moulin）は、12世紀にはフランス王の製粉所で、コルベイヤード（Corbeillards）と呼ばれる乗合馬車を用いて品質の良いパンを首都に供給していた。のち、14世紀に黒死病が大流行しその犠牲者の亡骸をコルベイヤードで運搬するようになると、霊柩車（corbillard）の語源となった。製粉業の他にも、皮なめしや火薬製造を糧にしており、直接トロワと競合していた。
王妃イザンブール・ド・ダヌマルクは、聖ヨハネ騎士団がつくったサン＝ジャン＝アン＝リル修道院の修復を行い、1236年にこの修道院内で亡くなった。ブランシュ・ド・カスティーユは息子ルイ9世を伴い、頻繁にコルベイユの城を訪れた。1258年、フランス＝アラゴン間のコルベイユ条約が結ばれた。これによりフランスはカタルーニャの宗主権を放棄し、アラゴンはラングドックの宗主権を断念した。1326年には、スコットランド王国との古い同盟を刷新するためコルベイユ条約が結ばれた。
ユグノー戦争中の1590年、パリ攻城戦の間、スペイン側の将軍アレッサンドロ・ファルネーゼは占領したコルベイユを首都への供給基地としていた。17世紀と18世紀には、コルベイユの火薬製造所で爆発事故が起き、犠牲者が出た。17世紀、パリ＝フォンテーヌブロー間の重要な王道に面していたエソンヌには、替え馬の中継所や旅行者の宿屋があった。
1840年にパリからの鉄道路線がコルベイユに到達すると、新たな交通の軸が観光客の到来をもたらした。アルフレッド・ジャリはグラン・ムーラン近くに家を借り、フェリシアン・ロップスは晩年の15年間をエソンヌで暮らした。エソンヌ第2の規模の製紙工場が開業した。19世紀後半には、小郡庁庁舎や病院といった建築物が次々と建った。1899年に、政治家ピエール・ワルデック＝ルソー（フランス第三共和政で首相を務めた）は右岸地区にカステル・ジョリを購入しそこを終の棲家とした。1906年にはコルベイユのコミューン庁舎が、1914年にはエソンヌのコミューン庁舎が完成した。
第一次世界大戦中の1918年に、コミューンは初めて爆撃を受け市街が破壊された。第二次世界大戦ではドイツ軍に占領され、1944年に行われた連合国側の空爆では死者が出た。
1951年、コルベイユとエソンヌは正式に合併し、コルベイユ＝エソンヌとなった。2002年、1960年代以降に誕生した集合住宅団地であるタルトレット地区（fr）で、2つのギャング間の抗争が起こった。

## 政治
相対的に庶民のコミューンであり、伝統的に工業に従事してきている。よって左派傾向で、1951年から1959年までの市長は第二インターナショナルフランス支部所属で、1959年から1995年までの市長はフランス共産党所属であった。しかし、1995年には右派のセルジュ・ダッソーが市長に選出され、変化が出ている。

## 姉妹都市
- アルシラ、スペイン
- ベリーニョ、ポルトガル
- イースト・ダンバートンシャイア、スコットランド
- ジンデルフィンゲン、ドイツ

## 出身者
- ジャン＝シルヴァン・ババン - サッカー選手